# Малая Какша
Малая Какша — река в России, протекает по территории Тоншаевского, Шахунского и Ветлужского районов Нижегородской области. Устье реки находится в 401 км по левому берегу реки Ветлуги. Длина реки составляет 91 км, площадь водосборного бассейна 1190 км².

## Течение
Исток реки западнее посёлка Шайгино. Генеральное направление течения — запад. Верхнее и среднее течение реки довольно плотно заселены, по берегам реки располагаются многочисленные села и деревни, крупнейшие из которых села Макарово, Хмелевицы и Красногор. В нижнем течении река входит в заболоченный и ненаселённый лес, по которому долго петляет, пока наконец не впадает в Ветлугу тремя рукавами напротив деревни Большая Микриха чуть выше города Ветлуга. Ширина реки перед устьем и делением на рукава — 18 метров.

## Притоки
(км от устья)
- 22 км: река Большая Кулянка (пр)
- река Морана (пр)
- 29 км: река Вахтан (пр)
- 32 км: река Пахнутиха (лв)
- 36 км: река Черкуша (лв)
- 37 км: река Хмелёвка (лв)
- 41 км: река Берёзовка (лв)
- 46 км: река Свеча (лв)
- 50 км: река Шара (лв)
- река Тумбалиха (пр)
- река Большая Хвощёвка (пр)

## Данные водного реестра
По данным государственного водного реестра России относится к Верхневолжскому бассейновому округу, водохозяйственный участок реки — Ветлуга от истока до города Ветлуга, речной подбассейн реки — Волга от впадения Оки до Куйбышевского водохранилища (без бассейна Суры). Речной бассейн реки — (Верхняя) Волга до Куйбышевского водохранилища (без бассейна Оки).
Код объекта в государственном водном реестре — 08010400112110000042315.